# Sotteville-sur-Mer
Sotteville-sur-Mer település Franciaországban, Seine-Maritime megyében. Lakosainak száma 394 fő (2022. január 1.). Sotteville-sur-Mer Blosseville, Le Bourg-Dun, La Chapelle-sur-Dun, Saint-Aubin-sur-Mer és Veules-les-Roses községekkel határos.

## Népesség
A település népessége az elmúlt években az alábbi módon változott:
| Lakosok száma | 361  | 374  | 391  | 390  | 393  | 397  | 399  | 397  | 394  |
|               | 2013 | 2015 | 2016 | 2017 | 2018 | 2019 | 2020 | 2021 | 2022 |